# Strútur
Der vulkanische Berg Strútur (í Borgarfirði) (937 m) liegt im Westen Islands nahe beim Gletschervulkan Eiríksjökull.
Auf dem Gipfel befinden sich ein Sender und eine Wetterstation.

## Lage
Erreichbar ist der Berg über die Piste in Richtung Arnarvatnsheiði, die hinter dem Hof Kalmannstunga etwa 5 km nördlich von Húsafell beginnt. 
Nach etwa 2 km zweigt auf einem Sattel oberhalb von Kalmannstunga eine weitere Piste von dieser Richtung Nordosten ab, die auf den Berg hinaufführt. Die Piste existiert seit 1965, sollte aber aus Umweltschutzgründen möglichst wenig befahren werden.

## Vulkanismus
Der Berg Strútur entstand bei einem Vulkanausbruch oder mehreren solchen an einer einzigen Stelle unter einem Gletscher während einer der späteren Kaltzeiten des Eiszeitalters.

## Wandern
Der Berg kann über die Piste bestiegen werden, aber auch andere Möglichkeiten des Aufstiegs bieten sich an. 
Bei entsprechenden Wetterverhältnissen hat man vom Gipfel eine sehr schöne Aussicht in alle Richtungen, vor allem auf Húsafell, die Gletscher Eiríksjökull und Langjökull, die Hochebene Arnarvatnsheiði und das Kaldidalur.